# Litse
Litse is een Friese jongensnaam die ook regelmatig gebruikt wordt voor meisjes en is een eenstammige verkorting van Germaanse namen met liod- of liud-. De naam heeft als betekenis volk.
Varianten zijn Lits, Litska, Litte, Lyts en Lytske.